# St. Ulrich (Obermehler)

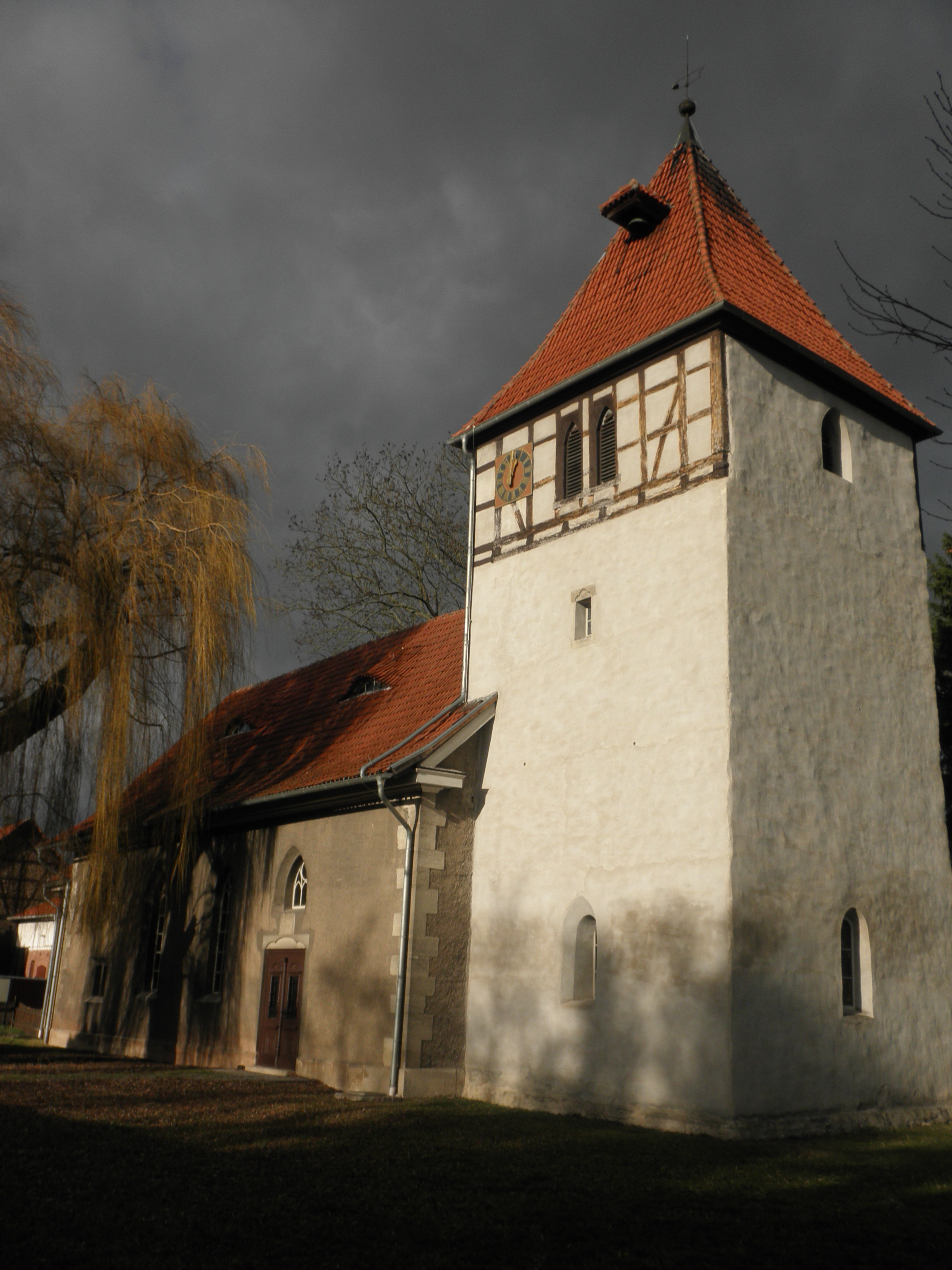
St. Ullrich in Obermehler

Die evangelische Dorfkirche St. Ulrich steht in Obermehler im Unstrut-Hainich-Kreis in Thüringen.

## Geschichte
Der Kirchturm stammt aus dem Mittelalter, das Kirchenschiff wurde 1913 neu angebaut.

## Kirche
Die Chorturmkirche wurde um 1571 und 1669 erweitert und umgebaut. Das Schiff ist ein einfacher viereckiger Rechteckbau mit Satteldach und kurzer Vorhalle. Die Spitzbogenfenster deuten auf die Gotik hin. An der Nordseite des Gotteshauses befinden sich gepaarte Rechteckfenster. Der Kirchensaal hat eine Holztonne und zweiseitige Emporen. Der Blockaltar stammt aus dem Mittelalter.

## Kirchturm
Der romanische Turm ist mit Kreuzgratgewölbe und spitzbogigem Triumphbogen ausgestattet. Sein Obergeschoss ist mit Fachwerk versehen.

## Orgel
Die Orgel, ein Werk des Orgelbaumeisters Petersilie und Sohn aus Langensalza wurde 1893 eingebaut.